# Podismopsis styriaca
Podismopsis styriaca är en insektsart som beskrevs av Koschuh 2008. Podismopsis styriaca ingår i släktet Podismopsis och familjen gräshoppor. Inga underarter finns listade i Catalogue of Life.